# Soběnov
Soběnov (en allemand : Oemau) est une commune du district de Český Krumlov, dans la région de Bohême-du-Sud, en République tchèque. Sa population s'élevait à 375 habitants en 2020.

## Géographie
Soběnov se trouve à 5 km au nord-est de Kaplice, à 18 km au sud-est de Český Krumlov, à 25 km au sud-sud-est de České Budějovice et à 147 km au sud de Prague.
La commune est limitée par Besednice au nord, par Slavče au nord-est, par Benešov nad Černou à l'est et au sud, et par Kaplice au sud et à l'ouest.

## Histoire
La première mention écrite de la localité remonte à 1359.

## Administration
La commune se compose de trois quartiers :
- Přísečno
- Smrhov
- Soběnov